# نبرد کوه تاکور غار

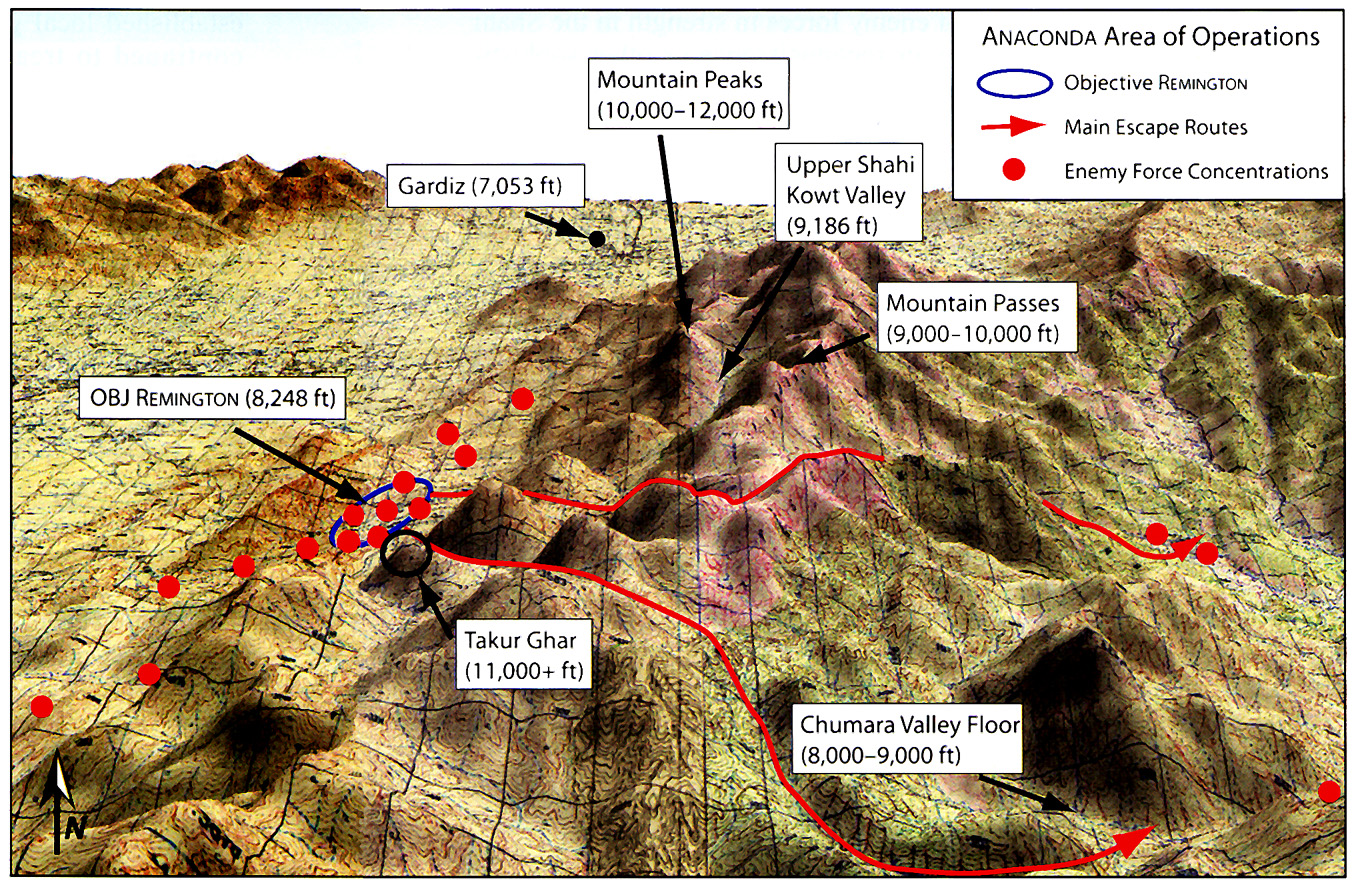
محل تاکور غار

نبرد تاکور غار نبردی کوتاه اما شدید بین نیروهای عملیات ویژه ی ایالات متحده و  القاعده،در ماه مارس سال ۲۰۰۲ در بالای کوه تاکور غار در افغانستان قدیم (امارات اسلامی)  بود. در این نبرد سه فروند هلیکوپتر ایالات متحده در بالای کوه فرود آمدند که با آتش مستقیم نیروهای القاعده استقبال می‌شدند. اگرچه تاکورغار در نهایت تصرف شد، هفت نظامی ایالات متحده کشته و دوازده فرد دیگر زخمی شدند. همچنین این جنگ به عنوان نبرد Robert's Ridge شناخته می‌شود چراکه اولین تلفات این نبرد نیل رابرتز، عضو نیروهای ویژه Navy SEAL، بود. 